# Raquel Corral Forment
Raquel Corral Forment (Sabadell, Vallès Occidental, 29 d'abril de 1991) és una futbolista catalana.
Davantera, començà a jugar a la Peña Deportiva Pajaril de Ripollet i es formà en les categories inferiors del Reial Club Deportiu Espanyol. Debutà amb el primer equip amb catorze anys a la Primera Divisio contra l'Atlètico de Madrid, marcant dos gols. A meitat de la temporada 2007-08, fou cedida a l'Apollo Properties de Murcia i tornà al club blanc-i-blau l'any següent, on hi guanyà dues Copes Catalunya (2007, 2008) Degut a una greu lesió al genoll, deixà de competir a nivell professional i jugà al Cerdanyola Futbol Club (2010-11) i, posteriorment, a l'Escola de Futbol Base de Ripollet, de la Segona Divisió femenina. Amb la selecció catalana guanyà el Campionat d'Espanya sub-14 (2004), sub-16 (2005) i sub-18 (2006).